# Orconectes australis
Espèce
Statut de conservation UICN

 LC  : Préoccupation mineure
Orconectes australis est une espèce d'écrevisses (crustacés décapodes) de la famille des Cambaridae.